# Cypr na Mistrzostwach Świata w Lekkoatletyce 2017
Cypr na Mistrzostwach Świata w Lekkoatletyce 2017 – reprezentacja Cypru podczas Mistrzostw Świata w Londynie liczyła 5 zawodników, którzy nie zdobyli żadnego medalu .

## Skład reprezentacji
Mężczyźni
| Zawodnik        | Konkurencja                | Eliminacje | Eliminacje | Półfinał | Półfinał | Finał    | Finał   |
| Zawodnik        | Konkurencja                | Rezultat   | Pozycja    | Rezultat | Pozycja  | Rezultat | Pozycja |
| --------------- | -------------------------- | ---------- | ---------- | -------- | -------- | -------- | ------- |
| Milan Trajković | Bieg na 110 m przez płotki | 13,38      | 9. Q       | 13,32    | 11.      | NQ       | NQ      |

| Zawodnik          | Konkurencja  | Kwalifikacje | Kwalifikacje | Finał | Finał   |
| Zawodnik          | Konkurencja  | Wynik        | Pozycja      | Wynik | Pozycja |
| ----------------- | ------------ | ------------ | ------------ | ----- | ------- |
| Apostolos Parelis | rzut dyskiem | 63,36        | 11. q        | 63,17 | 10.     |

Kobiety
| Zawodniczka      | Konkurencja        | Eliminacje | Eliminacje | Półfinał | Półfinał | Finał    | Finał   |
| Zawodniczka      | Konkurencja        | Rezultat   | Pozycja    | Rezultat | Pozycja  | Rezultat | Pozycja |
| ---------------- | ------------------ | ---------- | ---------- | -------- | -------- | -------- | ------- |
| Eleni Artimata   | Bieg na 400 metrów | 53,26      | 42.        | NQ       | NQ       | NQ       | NQ      |
| Dagmara Handzlik | maraton            | n\a        | n\a        | n\a      | n\a      | 2:38:52  | 35.     |

| Zawodniczka     | Konkurencja | Kwalifikacje | Kwalifikacje | Finał | Finał   |
| Zawodniczka     | Konkurencja | Wynik        | Pozycja      | Wynik | Pozycja |
| --------------- | ----------- | ------------ | ------------ | ----- | ------- |
| Nektaria Panaji | skok w dal  | 6,43         | 15.          | NQ    | NQ      |